# Turtanu
Turtanu, turtannu, tartanu, tartannu (akad. turtānu, turtannu, tartānu, tartannu), biblijny tartan (heb. תַּרְתָּן tartān) – jedna z najważniejszych godności urzędniczych w starożytnej Asyrii, której nazwa, dla podkreślenia funkcji wojskowych związanych z pełnieniem tego urzędu,  tłumaczona jest zazwyczaj jako „naczelny dowódca wojsk” lub „marszałek”. W źródłach asyryjskich tytuł ten noszą też czasem dowódcy wojsk egipskich, urartyjskich i elamickich.

## Turtanu w Asyrii
Tytuł turtānu był archaiczny i miał najprawdopodobniej pochodzenie huryckie, gdyż w języku huryckim słowo to oznaczało dosłownie „drugiego pod względem ważności”. W Asyrii tytuł ten pojawia się po raz pierwszy w źródłach z okresu średnioasyryjskiego (ok. 1375–935 p.n.e.), które przedstawiają turtānu jako ważnego urzędnika dworskiego, pełniącego różne odpowiedzialne funkcje administracyjne (w tym eponima), ale jego ówczesna rola jako urzędnika wojskowego jest wciąż jeszcze słabo poznana. Pozycja turtānu wzrosła znacznie w okresie nowoasyryjskim (934-612 p.n.e.), kiedy to stał się on jednym z najbardziej wpływowych ludzi w państwie. Dowód na to znaleźć można w asyryjskich listach i kronikach eponimów, gdzie osoba nosząca ten tytuł wymieniana jest często jako eponim (akad. limmu) bezpośrednio po królu (dotyczy to w szczególności okresu od panowania Salmanasara III do panowania Tiglat-Pilesera III). O wysokiej randze tego urzędu świadczyć też może fakt, że niektóre sprawujące go osoby nosiły również inne prestiżowe tytuły - przykładem może być Bel-lu-balat, turtānu króla Szamszi-Adada V (823-811 p.n.e.), który pełnił też funkcje „wielkiego herolda” (akad. nāgiru rabû) i „zarządcy świątyń” (akad. šatam ekurrāti).
W źródłach nowoasyryjskich urząd ten wzmiankowany jest po raz pierwszy za rządów Adad-nirari II (911-891 p.n.e.), który wspomina w swych rocznikach, iż wysłał swego turtānu o imieniu Aszur-deni-amur do Nasibiny w celu zdobycia tego miasta (896 r. p.n.e.). Za rządów kolejnych władców asyryjskich niektórzy turtānu, wykorzystując osłabienie państwa, doszli do tak wielkich wpływów, że swymi wysokimi uprawnieniami wojskowymi i administracyjnymi wchodzili niekiedy w uprawnienia samego króla, co znalazło wyraz w karierach takich turtānu jak Dajan-Aszur czy Szamszi-ilu. Pierwszy z nich pod koniec panowania Salmanasara III (858-824 p.n.e.) prowadził asyryjskie wojska na wyprawy wojenne, podczas gdy król pozostawał w swej stolicy w Kalhu, natomiast pozycja i wpływy drugiego były tak silne, iż udało mu się utrzymać na swym urzędzie za rządów czterech kolejnych królów asyryjskich: Adad-nirari III (810-783 p.n.e.), Salmanasara IV (782-773 p.n.e.), Aszur-dana III (772-755 p.n.e.) i Aszur-nirari V (754-745 p.n.e.). Inny turtānu, Nabu-da’’inanni, odegrać mógł ważną rolę w osadzeniu Tiglat-Pilesera III (744-727 p.n.e.) na asyryjskim tronie. Z kolei zgodnie z przekazem biblijnym (Księga Izajasza 20:1) wysłany przez Sargona II (722-705 p.n.e.) turtānu miał zaatakować i zdobyć miasto Aszdod (712 r. p.n.e.).
Ważna reforma urzędu turtānu nastąpiła po podboju i zaanektowaniu przez Sargona II królestwa Kummuh w 708 r. p.n.e., kiedy to urząd ten został zduplikowany. Z ziem podbitego królestwa utworzona została nowa asyryjska prowincja, którą Sargon II przekazał w zarządzanie jednemu ze swoich eunuchów, nadając mu tytuł „turtanu strony lewej” (akad. turtānu šumēli). Drugi turtānu, zwany od tej pory „turtanu strony prawej” (akad. turtānu imitti), zarządzał z kolei inną nadgraniczną prowincją w rejonie Harranu.
W 701 r. p.n.e. asyryjski król Sennacheryb (705-681 p.n.e.) zaatakował królestwo Judy i obległ miasto Lakisz. Stamtąd, zgodnie z przekazem biblijnym (2 Księga Królewska 18:17), wysłać miał on część armii wraz z trójką swych dostojników (turtānu, rab šāqê i rab ša rēši) przeciwko zbuntowanemu królowi Ezechiaszowi w Jerozolimie. W rocznikach Sennacheryba nie ma wzmianki o tym wydarzeniu. Odniesienia do turtānu w dokumentach z czasów Asarhaddona (681-669 p.n.e.) związane są głównie z organizowanymi przez niego dostawami koni do stolicy w Kalhu. Aszurbanipal (669-627? p.n.e.) wysłał turtānu i gubernatorów prowincji wraz z ich oddziałami do Egiptu przeciwko wojskom kuszyckiego króla Taharki, który podjął próbę odbicia Egiptu z rąk asyryjskich. Ostatnia wzmianka o turtānu w źródłach asyryjskich pochodzi z dokumentu datowanego imieniem turtānu Nabu-mar-szarri-usura, który pełnił urząd eponima w 611 r. p.n.e..
Z imion znani są następujący turtanu:
- Aszur-deni-amur – turtanu króla Adad-nirari II (911-891 p.n.e.), wzmiankowany w jego rocznikach[8] i identyfikowany z jego imiennikiem, który pełnił w 907 r. p.n.e. urząd eponima[4]
- Aszur-belu-ka’’in – turtanu króla Salmanasara III (858-825 p.n.e.), w 856 roku p.n.e. pełnił urząd eponima[9][10]
- Dajan-Aszur – turtanu króla Salmanasara III, w 853 i 826 roku p.n.e. pełnił urząd eponima[9][10]
- Jahalu – turtanu króla Szamszi-Adada V (823-811 p.n.e.), w 821 roku p.n.e. pełnił urząd eponima[9][10]
- Belu-lu-balat – turtanu króla Szamszi-Adada V, w 814 roku p.n.e. pełnił urząd eponima[9][10]
- Nergal-ilaja – turtanu króla Adad-nirari III (810-782 p.n.e.); w 830, 817 i 808 roku p.n.e. pełnił urząd eponima[9][10]
- Szamszi-ilu – turtanu czterech kolejnych królów asyryjskich: Adad-nirari III (810-783 p.n.e.), Salmanasara IV (782-772 p.n.e.), Aszur-dana III (772-755 p.n.e.) i Aszur-nirari V (755-746 p.n.e.); trzykrotnie, w 780, 770 i 752 r. p.n.e., pełnił urząd eponima[11]
- Nabu-da’’inanni – turtanu króla Tiglat-Pilesera III (745-727 p.n.e.), w 742 roku p.n.e. pełnił urząd eponima[9][10]
- Bel-emuranni – „turtanu strony prawej” (turtānu imitti) króla Sennacheryba (704-681 p.n.e.), w 686 r. p.n.e. pełnił urząd eponima[9][10]
- Marlarim – turtānu Kummuḫi, w 668 r. p.n.e. pełnił urząd eponima[9][10].
- Bel-na’di – turtanu króla Aszurbanipala (669-627? p.n.e.), w 663 r. p.n.e. pełnił urząd eponima[9][10].
- Salmu-szarri-iqbi – turtānu Kummuḫi, pełnił urząd eponima po 648 r. p.n.e. (dokładna data niepewna: Parpola datuje jego eponimat na 630 r. p.n.e., a Falkner i Reade na 623 r. p.n.e.)[10].
- Szamasz-szarru-ibni – turtanu króla Sin-szarra-iszkuna (?-612 p.n.e.)[12]; postkanoniczny eponim w 615 r. p.n.e. (Reade) lub w 613 r. p.n.e. (Falkner)[10]
- Nabu-mar-szarri-usur – turtanu Aszur-uballita II (611-609 p.n.e.)[12]; postkanoniczny eponim w 612 lub 611 r. p.n.e. (Parpola, Reade, Falkner)[10]

Podział administracyjny imperium asyryjskiego w czasach króla Aszurbanipala z zaznaczoną lokalizacją prowincji zarządzanych przez turtanu i turtanu strony lewej

## Prowincje zarządzane przez turtanu
Począwszy od końca IX w. p.n.e. turtānu zarządzał jedną z zachodnich, nadgranicznych prowincji imperium asyryjskiego (tzw. prowincja naczelnego dowódcy wojsk). Utworzona ona została najprawdopodobniej po zdobyciu w 856 r. p.n.e. przez Asyryjczyków aramejskiego królestwa Bit-Adini, kiedy to Salmanasar III przekazał kontrolę nad zdobytymi wówczas twierdzami swemu turtānu o imieniu Aszur-belu-ka’’in. W 708 r. p.n.e. Sargon II utworzył drugą taką prowincję na ziemiach byłego wasalnego królestwa Kummuh, która zarządzana była przez „turtanu strony lewej” (tzw. prowincja naczelnego dowódcy wojsk strony lewej).

## Turtanu w Biblii
W dwóch miejscach w Biblii wzmiankowane są osoby noszące tytuł turtānu (biblijny tartān). W pierwszym przypadku (2 Księga Królewska 18:17) chodzi o nieznanego z imienia turtānu asyryjskiego króla Sennacheryba (704–681 p.n.e.), który wraz z dwoma innymi dostojnikami (rab šāqê i rab ša rēši) wysłany zostaje do króla Judy Ezechiasza, by nakłonić go do poddania Jerozolimy. W drugim przypadku (Księga Izajasza 20:1) wzmiankowane jest zdobycie miasta Aszdod przez nieznanego z imienia turtānu asyryjskiego króla Sargona II (722-705 p.n.e.).
W Kodeksie Leningradzkim, Septuagincie i Wulgacie tytuł turtanu występuje jako imię własne (hebrajskie תַּרְתָּן w Kodeksie Leningradzkim, greckie Θαρθαν/Ταναθαν w Septuagincie, łacińskie Tharthan w Wulgacie), ale w komentarzach i leksykonach biblijnych znaleźć można często informację, że chodzi tu o asyryjski tytuł oznaczający naczelnego dowódcę wojsk.  W polskich przekładach Biblii tytuł ten czasem występuje jako imię własne, a czasem jako – tłumaczona lub nie – nazwa urzędu:
| polskie przekłady Biblii       | miejsce w Biblii                 | miejsce w Biblii          |
| polskie przekłady Biblii       | 2 Księga Królewska (2 Krl 18:17) | Księga Izajasza (Iz 20:1) |
| ------------------------------ | -------------------------------- | ------------------------- |
| Biblia Tysiąclecia             | „naczelny dowódca”               | „naczelny dowódca”        |
| Biblia poznańska               | „głównodowodzący”                | „Tartan”                  |
| Biblia warszawska              | „Tartan”                         | „Tartan”                  |
| Biblia warszawsko-praska       | „główny dowódca wojsk”           | „naczelny wódz”           |
| Uwspółcześniona Biblia gdańska | „Tartan”                         | „Tartan”                  |
| Przekład Nowego Świata         | „tartan”                         | „tartan”                  |

## Turtanu w Egipcie, Urartu i Elamie
W źródłach z okresu nowoasyryjskiego (VIII-VII w. p.n.e.) tytuł turtānu noszą również głównodowodzący wrogich Asyrii wojsk egipskich, urartyjskich i elamickich. W 720 r. p.n.e. faraon egipski wysłał swego turtānu o imieniu Re’e na pomoc Hanunu z Gazy, który zbuntował się przeciw Sargonowi II. W raportach wywiadowczych przesyłanych Sargonowi II znalazły się informacje o Kaqqadanu, turtānu króla Urartu, który w 714 r. p.n.e. pojmany został przez Kimmerów, a także o Ursene, zastępcy turtānu króla Urartu, który aresztowany został w Turuszpie. W roku wstąpienia Sennacheryba na tron król elamicki Szutruk-Nahhunte II wysłał swego turtānu o imieniu Imbappa na pomoc babilońskiemu królowi Marduk-apla-iddinie II, a w 691 r. p.n.e. turtānu Humban-undasza dowodził elamickimi oddziałami w bitwie pod Halule. Głowa Andarii, turtānu króla Urartu, wysłana została Aszurbanipalowi do Niniwy, po tym jak próbował on podbić miasta Uppumu i Kullimeri (ok. 657 r. p.n.e.).